# Triumph Dolomite (1934-1940)
Pour le modèle de 1972, voir Triumph Dolomite.
Pour les articles homonymes, voir Triumph et Dolomite (homonymie).
La Triumph Dolomite est une voiture du constructeur automobile britannique Triumph, produite à envrion 6 200 exemplaires de 1934 à 1940.

## Historique
Ce modèle est conçu par le pilote-ingénieur anglais et directeur général de Triumph Donald Healey, décliné en berline, coupé quatre places Drophead et coupé roadster, avec 4 moteurs : 2 moteurs 4 cylindres en ligne de 1 496 et 1 767 cm³, 1 moteur 6 cylindres en ligne de 1 991 cm³, et 1 moteur 8 cylindres en ligne Grand Sport de 1990 cm³ de 140 ch,. 

Dolomite Berline Saloon
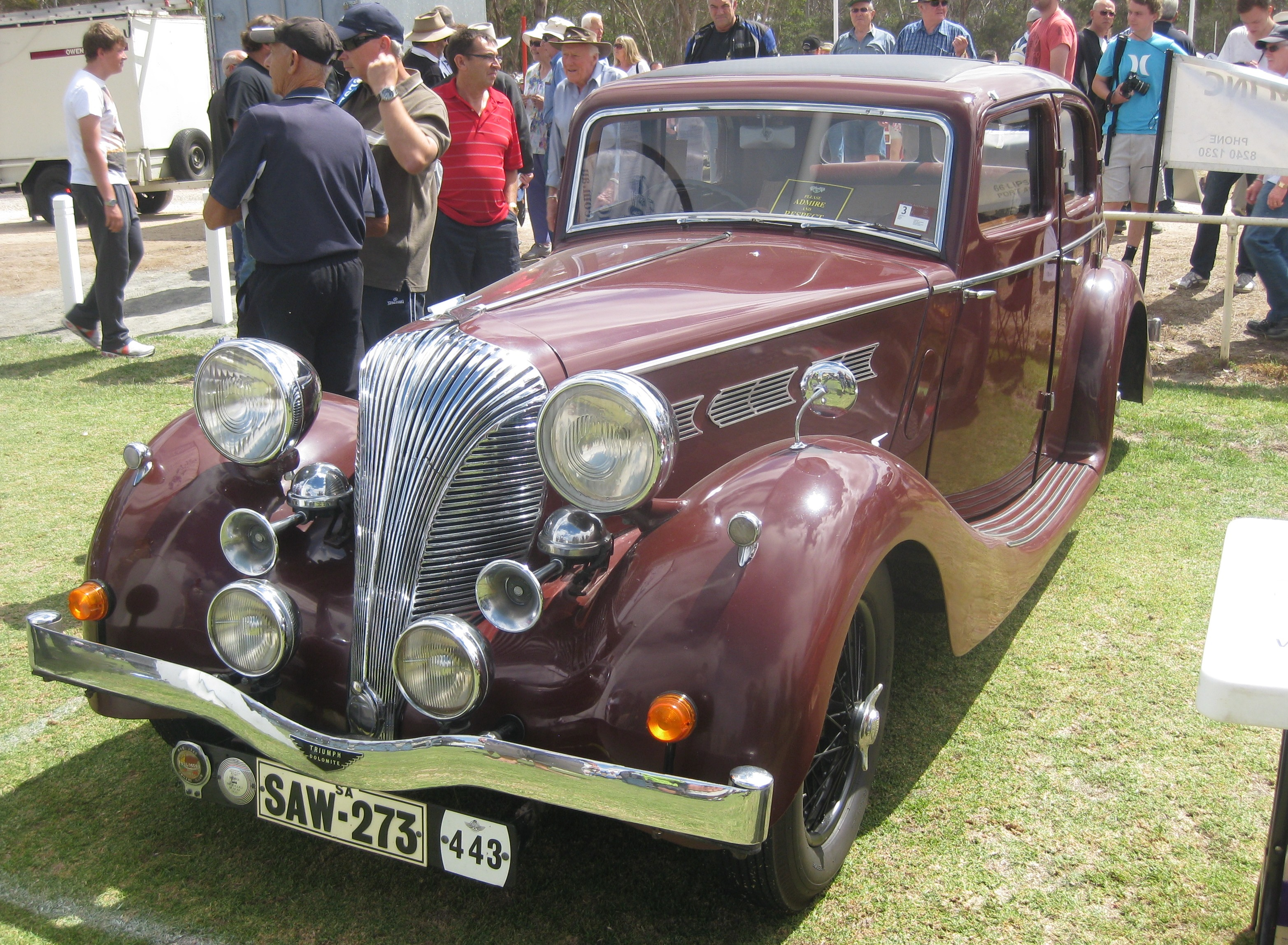
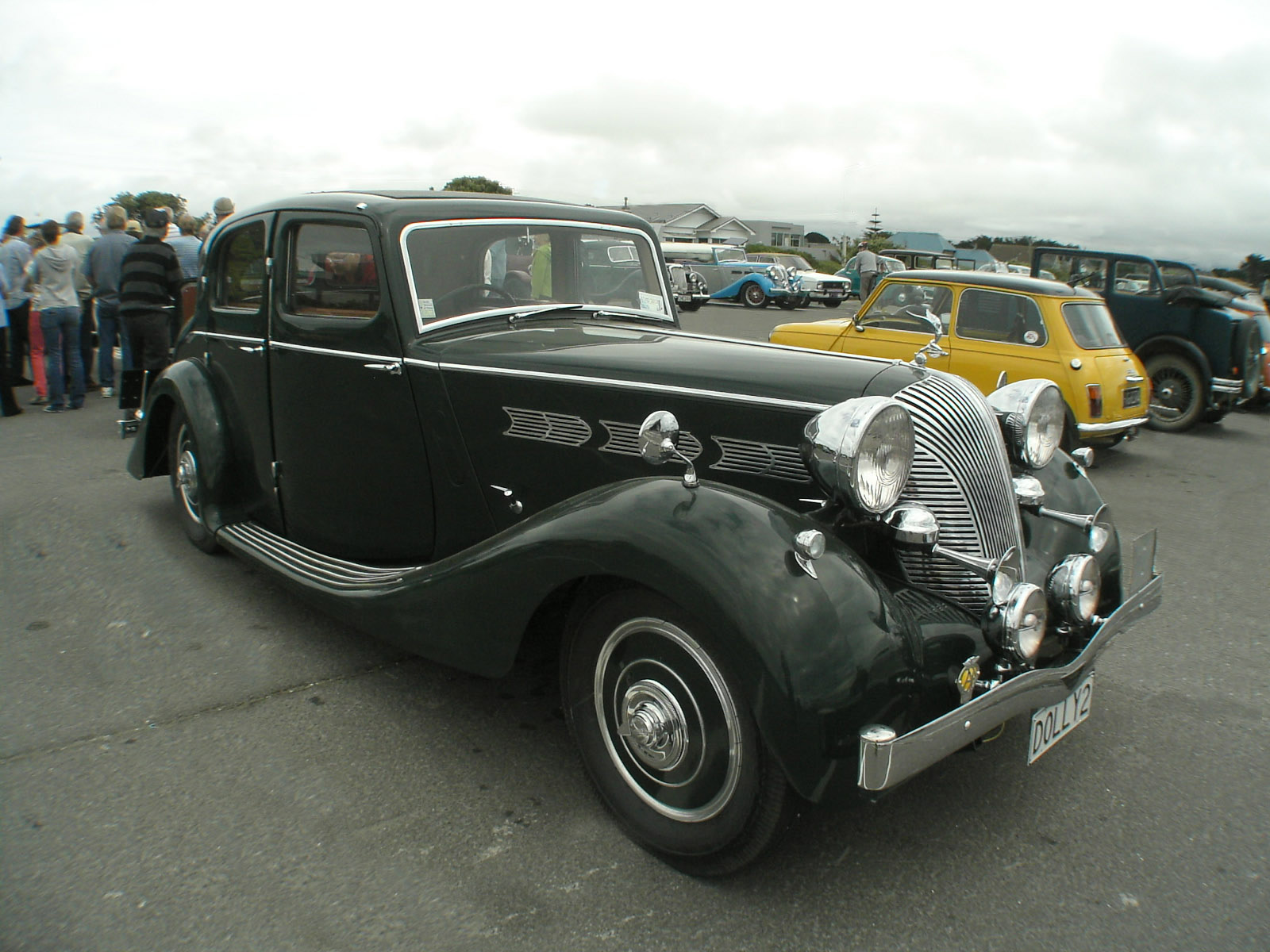
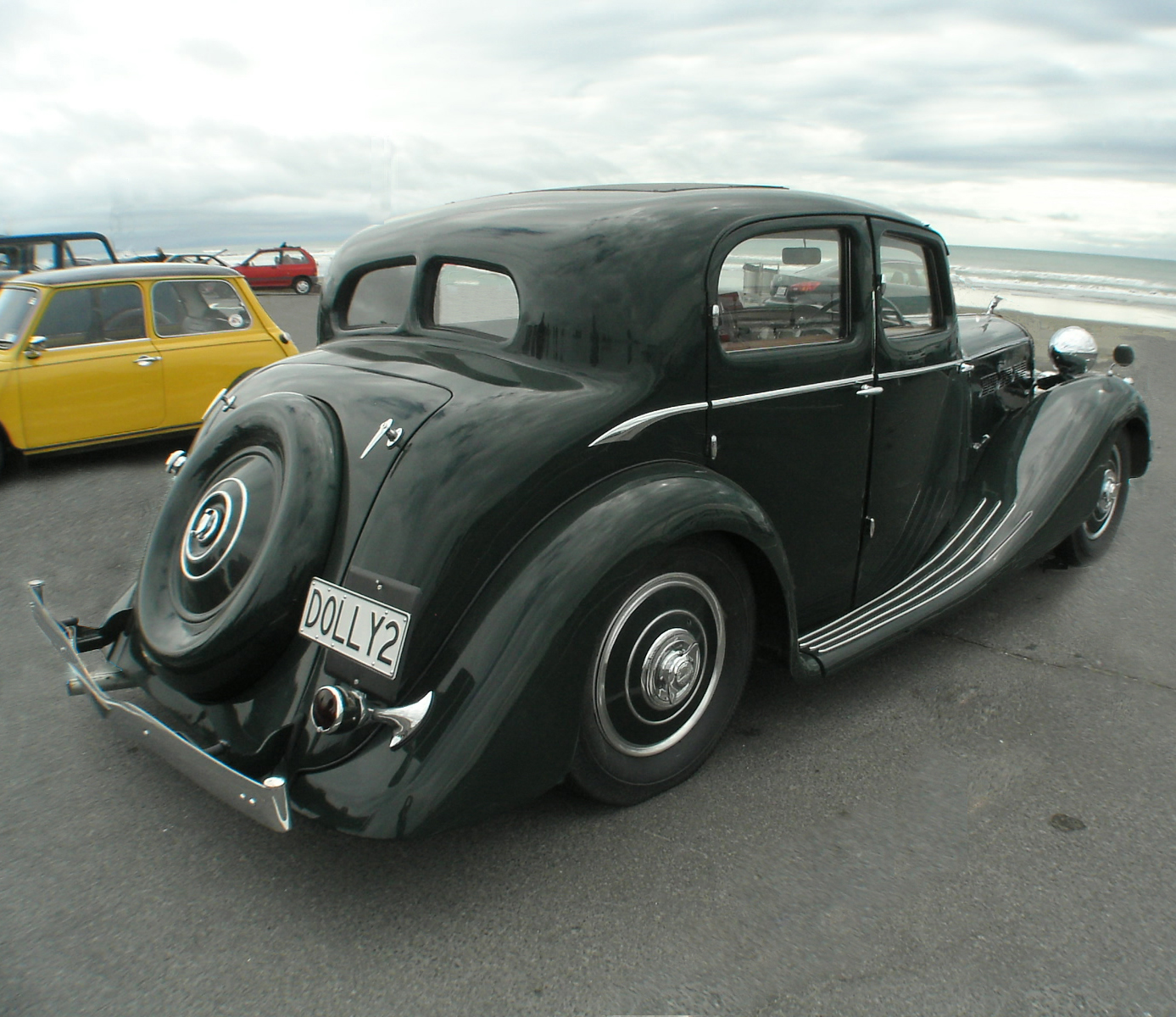

Dolomite Cabriolet Drophead
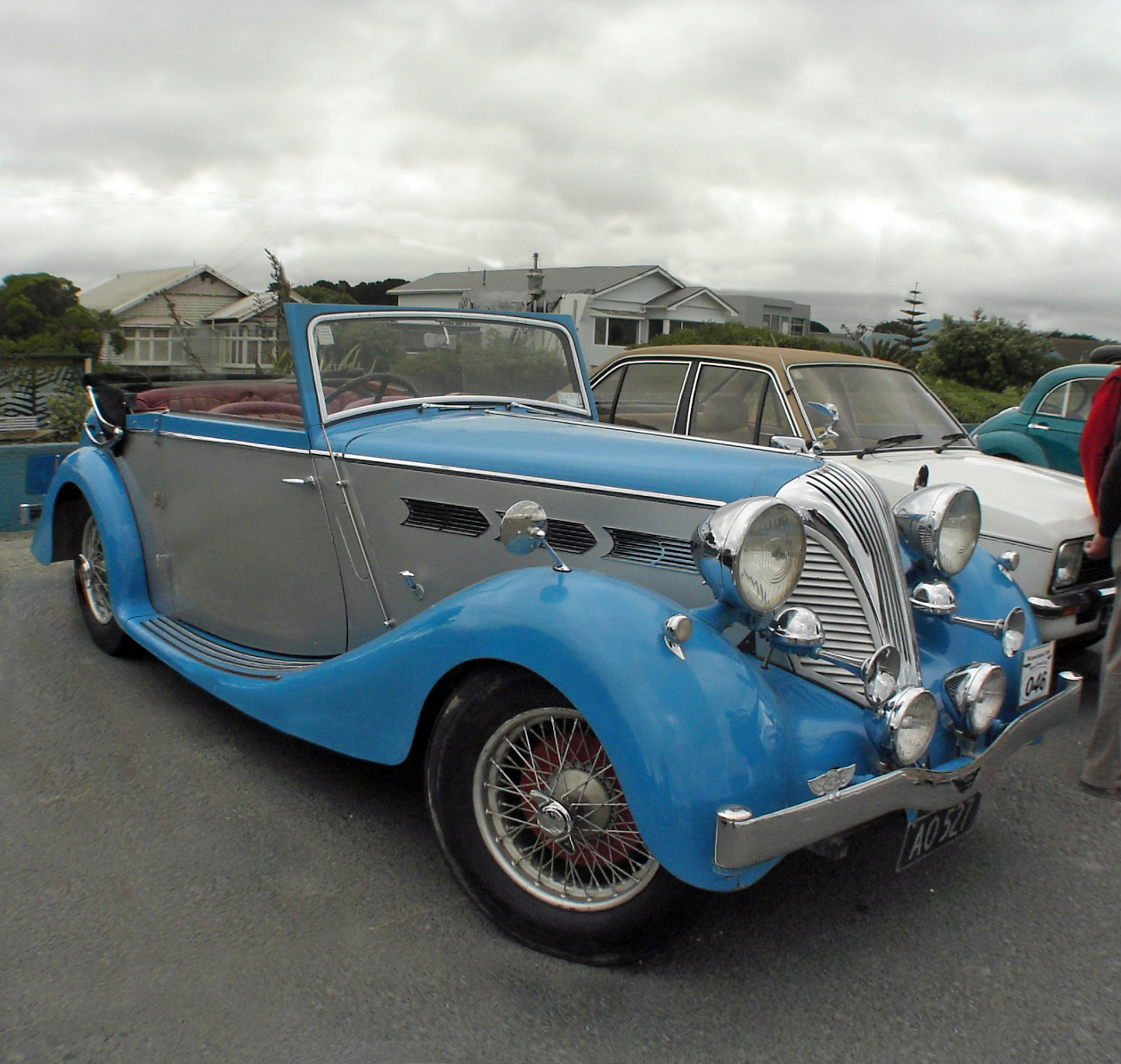
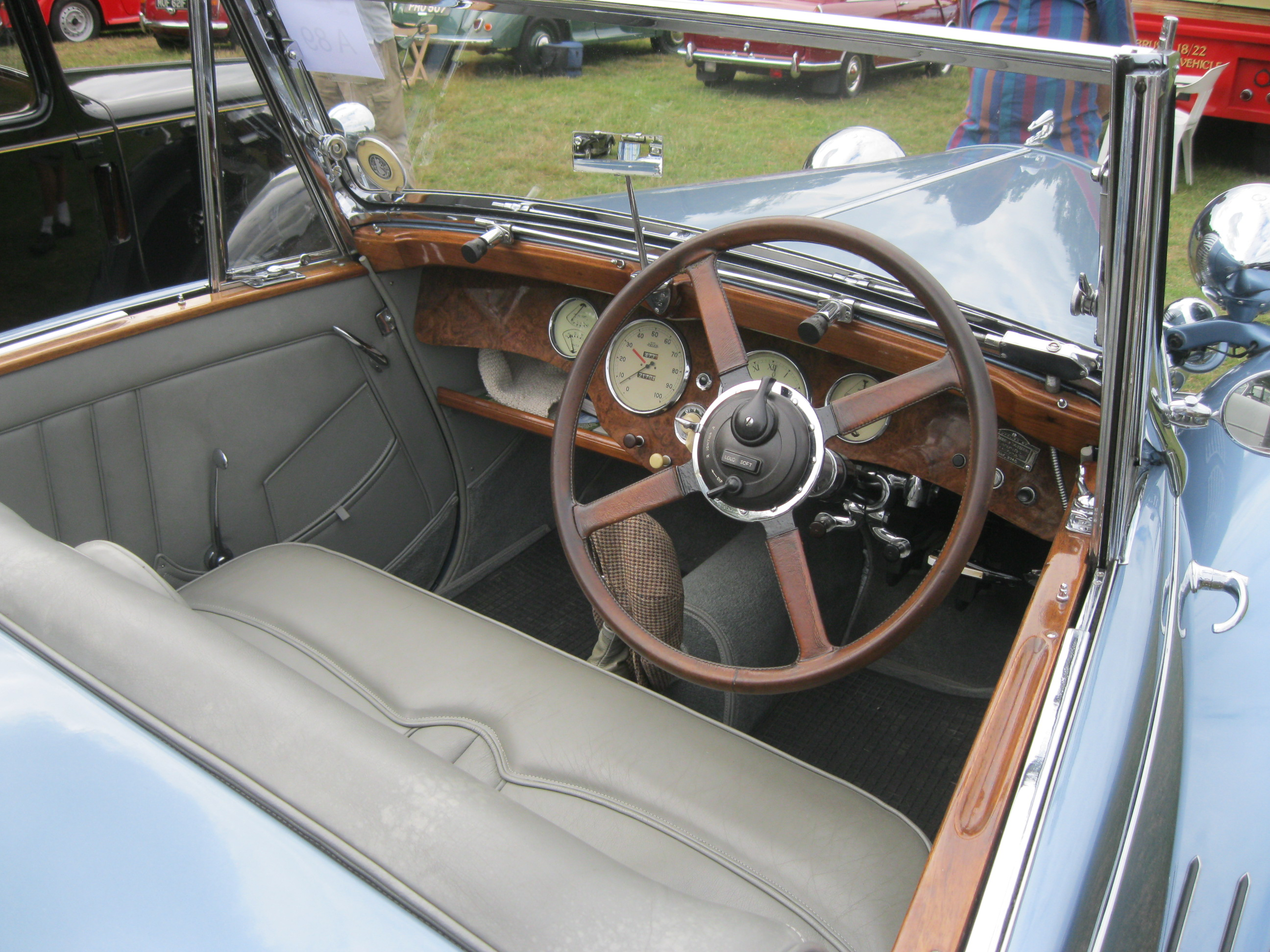
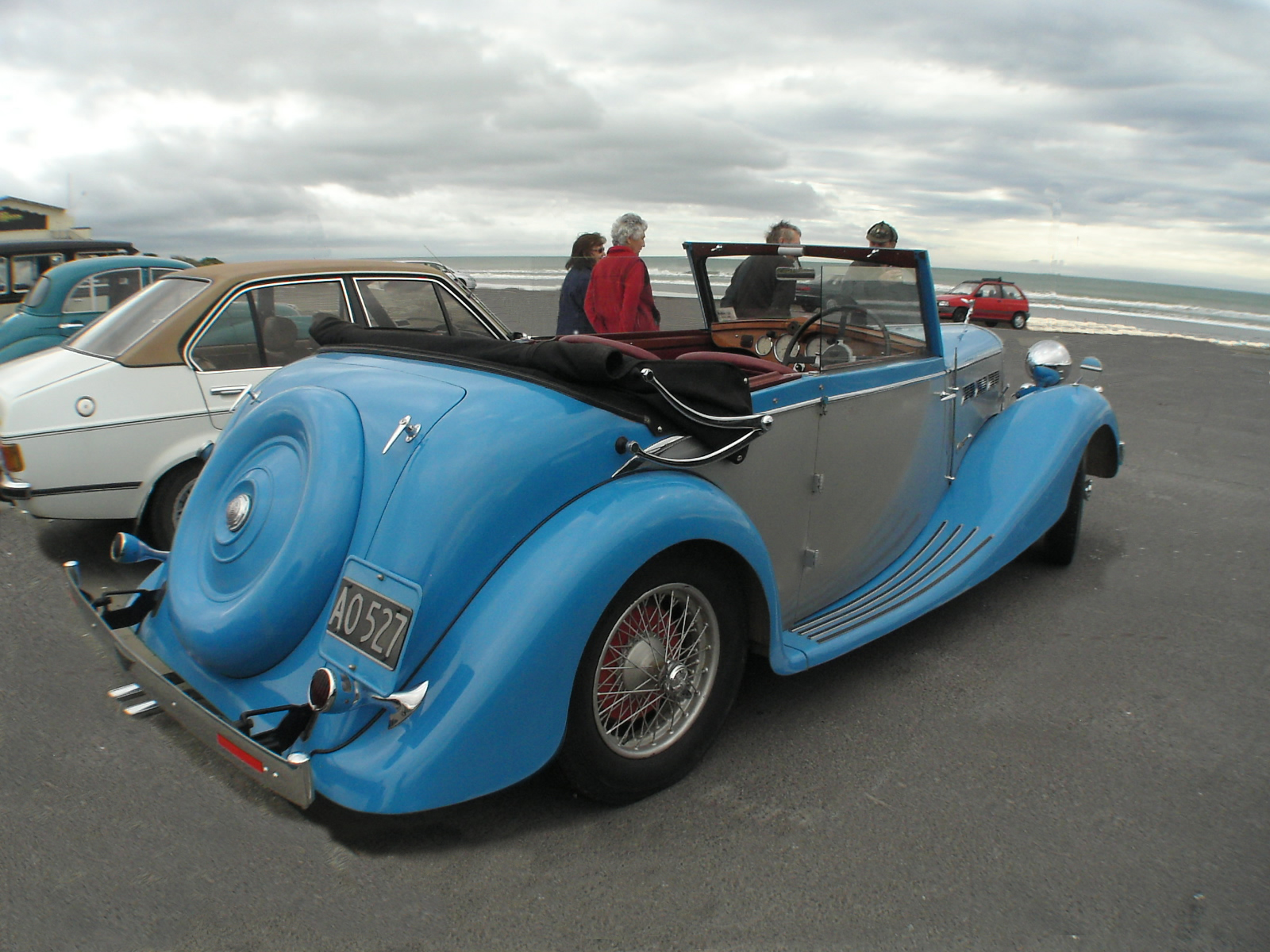

Dolomite Roadster
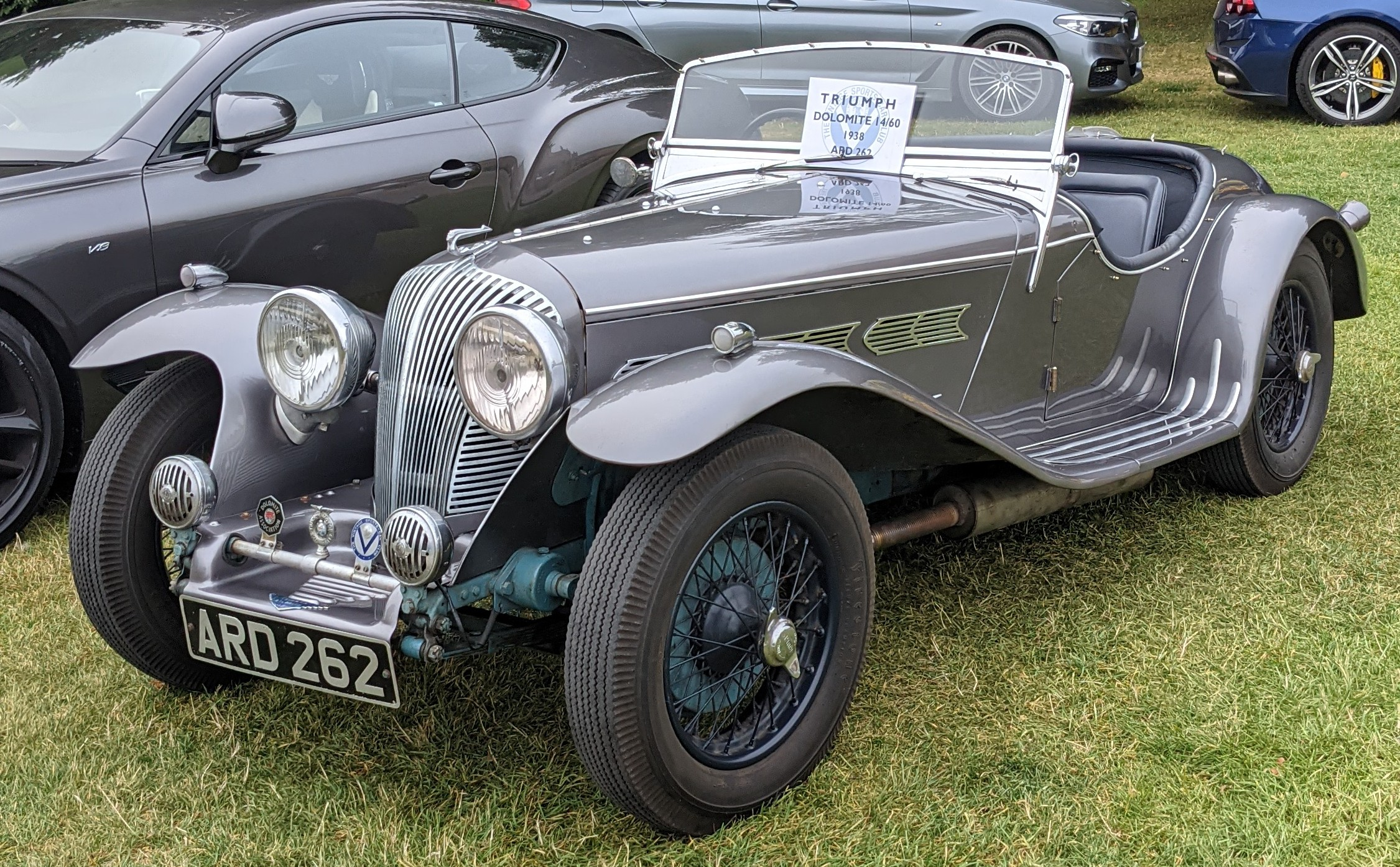
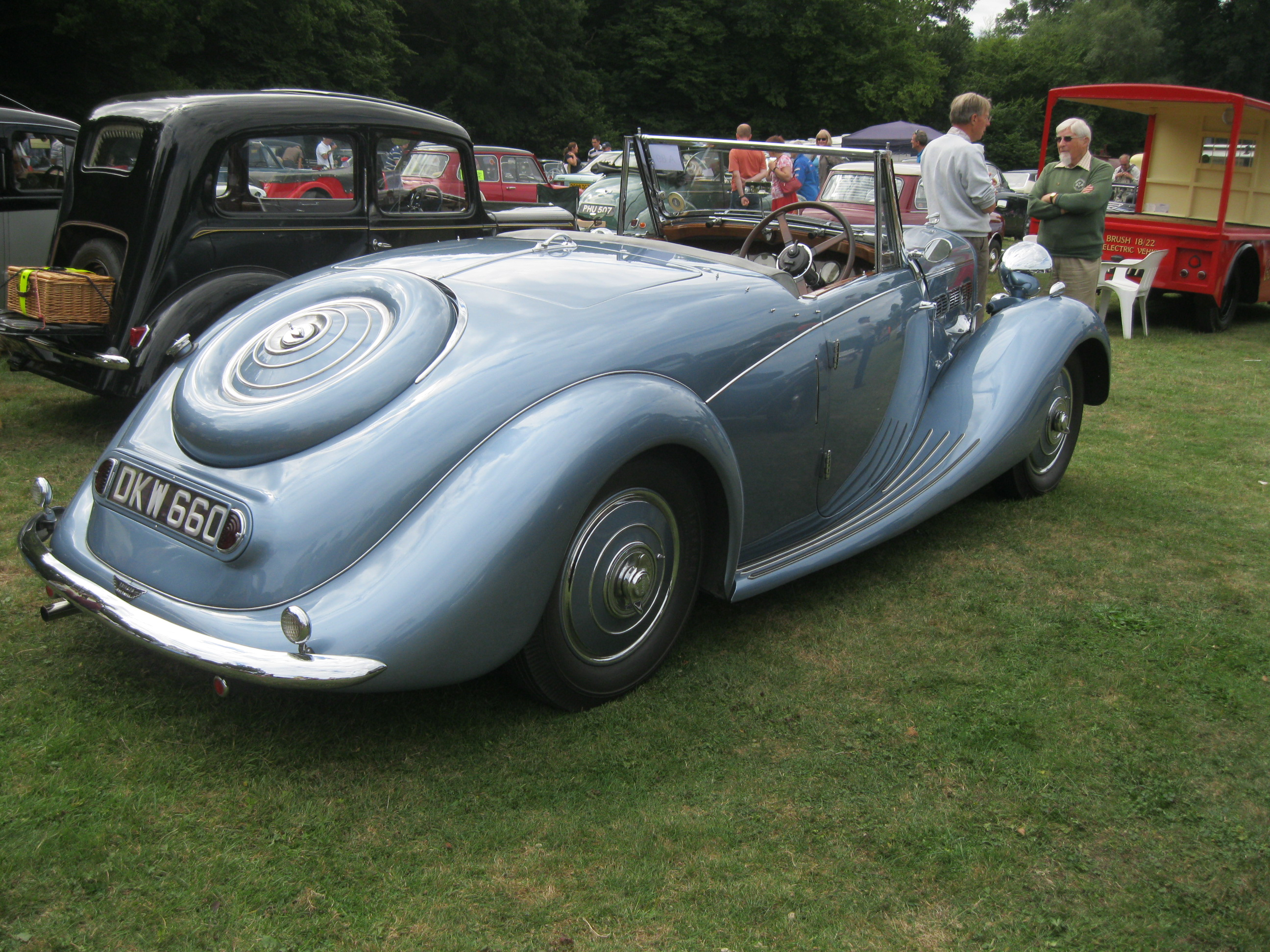
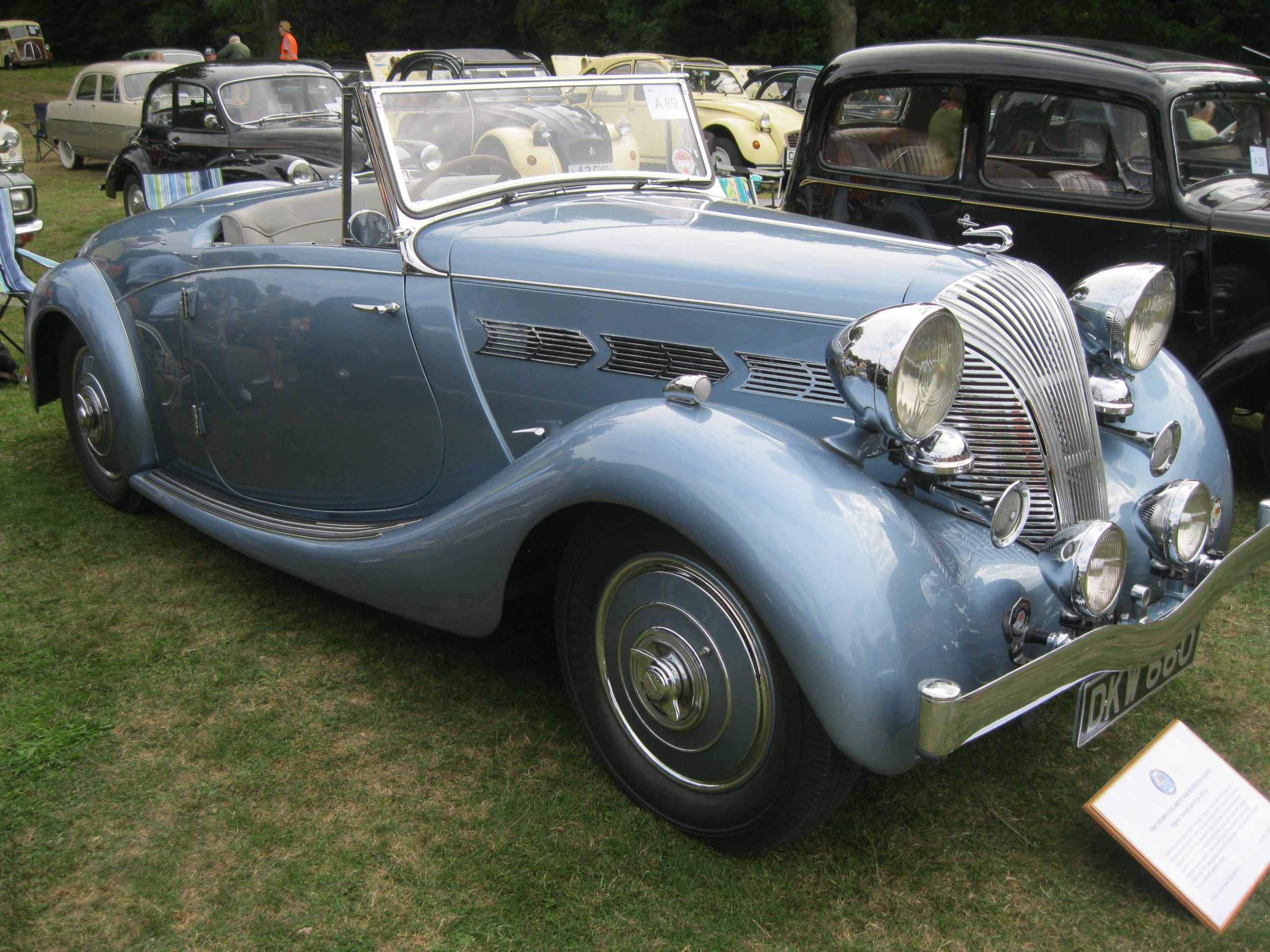

Donald Healey présente au salon de l'automobile de Londres 1934 son prototype de Triumph Dolomite Grand Sport 8 cylindres en ligne 2 litres Straight Eight Supercharged, avec double arbre à cames en tête, inspiré des Alfa Romeo 8C 2300 de 1931, et fabriqué en 3 exemplaires, qu'il pilote personnellement au Rallye de Monte Carlo de 1935 et 1936.
Les Triumph Renown et Triumph Roadster lui succèdent en 1946, au moment de la reprise-acquisition de Triumph, en 1945, par la Standard Motor Company.

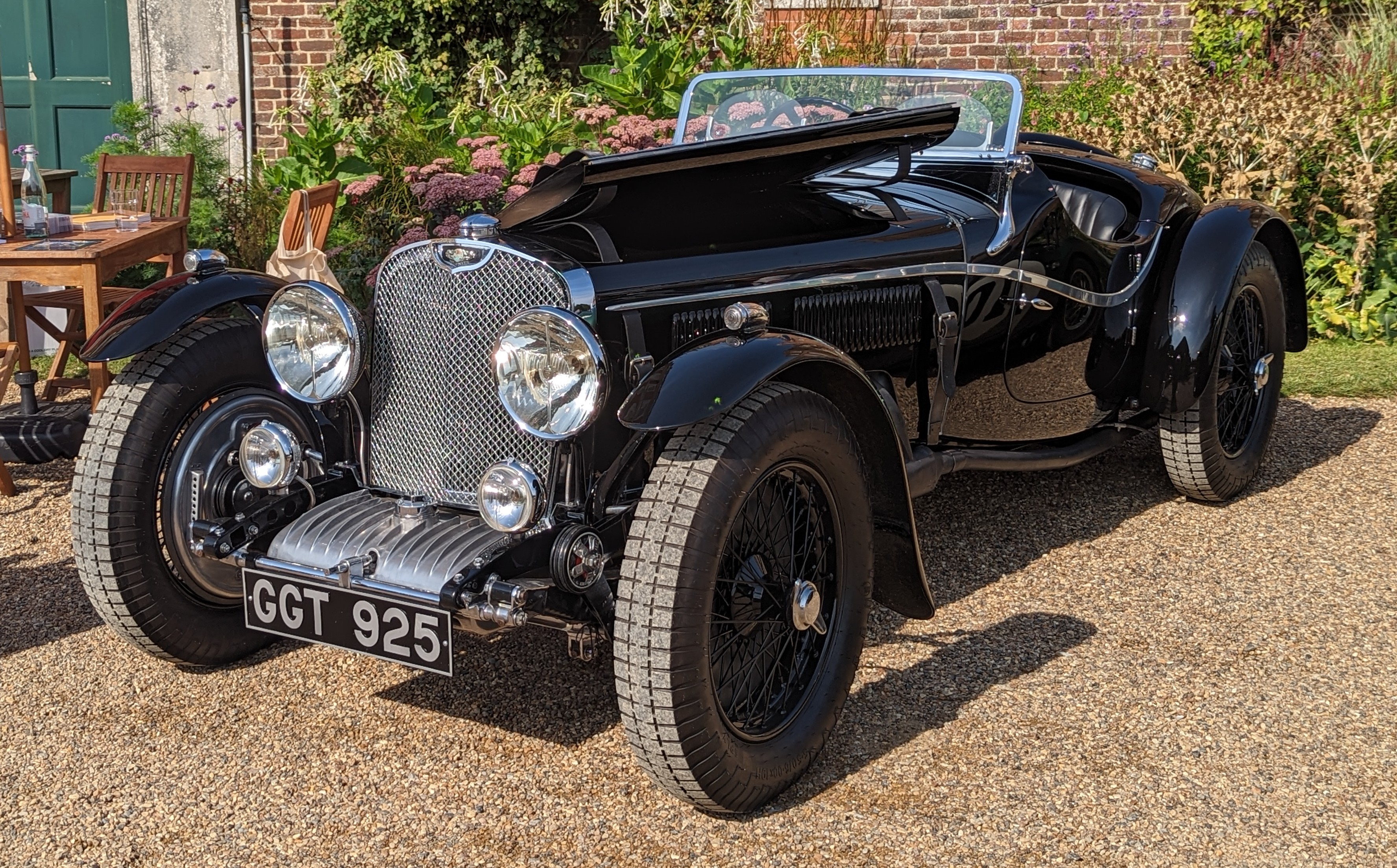
Triumph Dolomite Grand Sport 8 cylindres en ligne Straight Eight Supercharged (1934).

## Modèles
- Dolomite 1,5 litre - Berline - 1 496 cm³ - 50 ch
- Dolomite 14/60 - Berline et coupé roadster - 1 767 cm³ - 62 ch[5]
- Dolomite 14/65 - Roadster Coupé - 1 767 cm³ - 65 ch
- Dolomite Roadster Coupé 2 litres - 6 cylindres en ligne - 1 991 cm³ - 75 ch[6]
- Dolomite Straight Eight 2 litres - 8 cylindres en ligne - 1990 cm³ - 140 ch (3 exemplaires)[7].
- Continental 2 litres - avec une calandre conventionnelle[8].
- Dolomite Royal - Berline de luxe